# Tinodes pollicaris
Tinodes pollicaris is een schietmot uit de familie Psychomyiidae. De soort komt voor in het Afrotropisch gebied.